# Victory Road (2021)
Pour les articles homonymes, voir Victory Road.
Victory Road (2021) est un évènement de catch professionnel produit par la fédération américaine Impact Wrestling. Il se déroula le 18 septembre 2021 au Skyway Studios à Nashville, Tennessee. Il s'agit du douzième évènement de la chronologie des Victory Road. Il fut diffusé exclusivement sur Impact Plus.

## Contexte
Cet événement de catch professionnel présente différents matchs impliquant des catcheurs heel (méchant) et face (gentil), ils combattent sous un script écrit à l'avance.

## Tableau des matches
| Ordre par numéros | Match* | Stipulation(s)                                                 |
| --- | --- | -------------------------------------------------------------- |
| 1 | Steve Maclin bat Petey Williams et TJP                                                                             | Triple Threat match                                            |
| 2 | Laredo Kid bat Black Taurus, Jake Something, John Skyler et Trey Miguel                                            | Five Way Scramble match                                        |
| 3 | Taylor Wilde (avec Jordynne Grace et Rachael Ellering) bat Tenille Dashwood (avec Kaleb With A K et Madison Rayne) | Singles match                                                  |
| 4 | Matt Cardona bat Rohit Raju                                                                                        | No Disqualification match                                      |
| 5 | Bullet Club (Chris Bey et Hikuleo) battent FinJuice (David Finlay et Juice Robinson)                               | Tag Team match                                                 |
| 6 | Moose et W. Morrissey battent Eddie Edwards et Sami Callihan (avec Alisha Edwards)                                 | Tag Team match                                                 |
| 7 | Decay (Havok et Rosemary (c) battent Savannah Evans et Tasha Steelz                                                | Tag Team match pour les Impact Knockouts Tag Team Championship |
| 8 | The Good Brothers (Doc Gallows et Karl Anderson) (c) battent Rich Swann et Willie Mack                             | Tag Team match pour Impact World Tag Team Championship         |
| 9 | Josh Alexander (c) bat Chris Sabin                                                                                 | Singles match pour le Impact X Division Championship           |
| 10 | Christian Cage (c) bat Ace Austin (avec Madman Fulton)                                                             | Singles match pour le Impact World Championship                |
| La lettre C placée entre parenthèses désigne la personne ou l’équipe championne en titre. * La carte peut être changée | |                                                                |